# روسکایا خالان
روسکایا خالان (انگلیسی: Russkaya Khalan) یک شهرک در بخش چرمنیانسکی استان بلگورود کشور روسیه است.